# Cheilanthes marlothii
Cheilanthes marlothii là một loài thực vật có mạch trong họ Adiantaceae. Loài này được (Hieron.) Schelpe miêu tả khoa học đầu tiên.